# (798) Ruth
(798) Ruth ist ein Asteroid des Hauptgürtels, der am 21. November 1914 vom deutschen Astronomen Max Wolf in Heidelberg entdeckt wurde.
Der Asteroid wurde vermutlich nach dem alttestamentlichen Buch Ruth benannt.